# Arabische Eroberung des Maghreb
Frühe Schlachten
Mu'ta – Tabūk – Dathin – Firaz
Arabische Eroberung der Levante
Qartin – Bosra – Adschnadain – Mardsch ar-Rahit – Fahl – Damaskus – Mardsch ad-Dibadsch – Emesa – Jarmuk – Jerusalem – Hazir – Aleppo
Arabische Eroberung Ägyptens 
Heliopolis – Alexandria – Nikiou
Umayyadische Eroberung Nordafrikas
Sufetula – Vescera – Karthago
Umayyadidische Invasion Anatoliens
 und Konstantinopels
Eiserne Brücke – Germanikeia – 1. Konstantinopel – Sebastopolis – Tyana – 2. Konstantinopel – Nikäa – Akroinon
Arabisch-byzantinischer Grenzkrieg
Kamacha – Kopidnadon – Krasos – Anzen und Amorion – Mauropotamos – Lalakaon – Bathys Ryax
Sizilien und Süditalien
1. Syrakus – 2. Syrakus – Feldzüge des Maniakes
Byzantinischer Gegenschlag
Marasch – Raban – Andrassos – Feldzüge des Nikephoros Phokas – Feldzüge des Johannes Tzimiskes – Orontes – Feldzüge Basileios’ II. – Azaz
Seeoperationen
Phoinix – Muslimische Eroberung Kretas – Thasos – Damiette – Thessalonike – Byzantinische Rückeroberung Kretas
Die islamische Eroberung des Maghreb setzte die rasche arabisch-muslimische militärische Expansion fort, die auf den Tod Mohammeds 632 n. Chr. folgte, indem sie sie auf weitere Gebiete Nordafrikas (Maghreb) ausdehnte und hierbei vor allem die byzantinische Herrschaft im Maghreb beendete.
Arabische Militärexpeditionen gingen zuerst von lokalen Machthabern aus Ägypten aus, die sich Jahre lang (unorganisiert) fortsetzten. Während der Herrschaft des Kalifen Uthman sah sich Nordafrika ab 647 n. Chr. dann größeren arabischen Invasionen ausgeliefert. Überfälle arabischer Piraten erstreckten sich von Rhodos bis zur Südküste der Iberischen Halbinsel. Die byzantinische Flotte im östlichen Mittelmeer wurde besiegt. Bis 709 n. Chr. war die Eroberung Nordafrikas und insbesondere des Maghreb vollständig abgeschlossen.

### Zweiter Einfall in Nordafrika

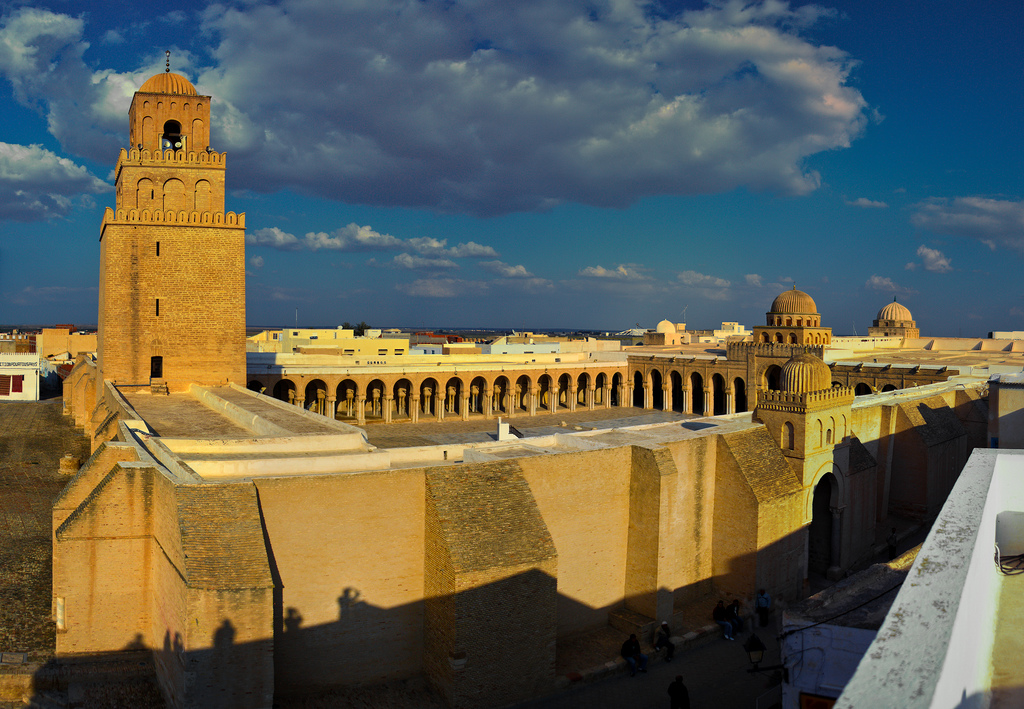
Die Hauptmoschee von Kairouan auch bekannt als Moschee Uqbas.
Sie wurde vom arabischen Eroberer und General Uqba Ibn Nafi 670 n. Chr. gegründet. Sie ist damit die älteste und bedeutendste Moschee in Nordafrika in der Stadt Kairouan in Tunesien.